# 샤밀 세리코프
샤밀 케리모비치 세리코프(러시아어: Шами́ль Кери́мович Се́риков, 카자흐어: Шәміл Керімұлы Серіков 셔밀 케리물르 세리코프, 1956년 3월 5일~1989년 11월 22일)는 소련의 레슬링 선수,이다. 1980년 하계 올림픽때 레슬링 그레코로만형 밴텀급 부문에서 금메달을 획득했으며, 세계 선수권 대회 2연패를 달성했다. 현역 은퇴 후 지도자로 활동했으나 1989년에 자살로 생을 마감했다.